# Bet Jalaf

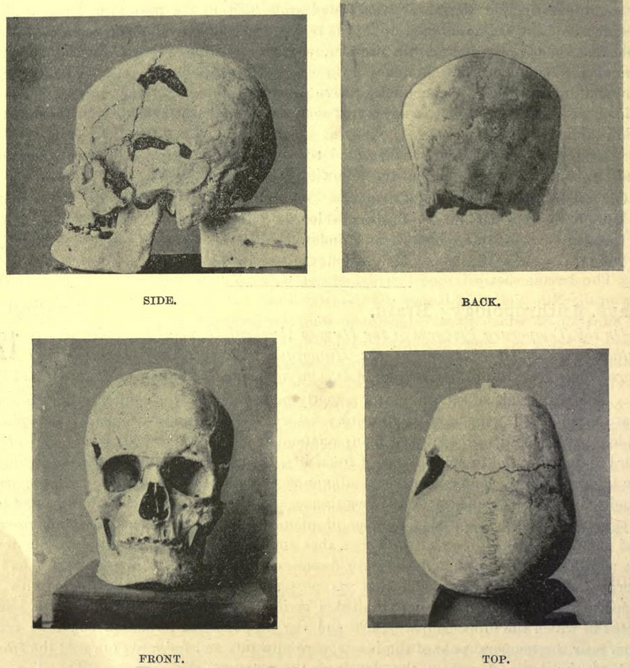
Posible calavera del faraón Sanakht (Hen Nekht) hallada en la mastaba K2 de Beit Khallaf

Bet Jalaf (Beit Khallaf) es un pueblo situado unos diez kilómetros al oeste de Girga, en el Alto Egipto. Es célebre porque en sus inmediaciones se encuentra una necrópolis del periodo arcaico de Egipto y dos grandes mastabas. En 2006, la población total de la localidad era de 10 895 personas.

## Yacimiento arqueológico
La necrópolis de Bet Jalaf posee dos grandes mastabas de adobe, datadas en la tercera dinastía (2650-2375 a. C.), denominadas K1 y K2. 
La más grande, la mastaba K1, contenía restos de la época del faraón Dyeser y fue excavada en 1900-1902. Tiene medidas impresionantes: 86 x 45 x 9 (11) m. La base es de piedra dura con una subestructura que desciende a 19 metros de profundidad. Un grueso muro de dos metros, en adobe y piedra, sostiene el relleno de arena. El compartimiento funerario contenía algunos huesos de un hombre y centenares de recipientes de ofrendas que fueron encontrados en la escalera que fue bloqueada con piedras y lodo del Nilo. 
No se ha realizado ninguna investigación arqueológica desde hace más de cien años.

## Lecturas relacionadas
- Garstang, John (1903), Maḥâsna and Bêt Khallâf, Egyptian Research Account 7, London: Bernard Quaritich.
- Garstang, John (1904), Tombs of the third Egyptian dynasty at Reqâqnah and Bêt Khallâf, London: Constable.
- University College London (2001). «Bet Khallaf mastaba K1». Digital Egypt for Universities. University College London. Consultado el 22 de mayo de 2016.
- Garstang Museum of Archaeology, University of Liverpool (2016). «From the Archives: John Garstang at Alawniyeh , Beit Khallaf, and El Mahasna, 1900-1901». Consultado el 22 de mayo de 2016.